# Älgarås landskommun
Älgarås landskommun var en tidigare kommun i dåvarande Skaraborgs län.

## Administrativ historik
Kommunen inrättades i Älgarås socken i Vadsbo härad i Västergötland när 1862 års kommunalförordningar trädde i kraft.
Vid Kommunreformen 1952 uppgick kommunen i Hova landskommun som 1971 upplöstes då denna del uppgick i Töreboda kommun.

## Politik

### Mandatfördelning i Älgarås landskommun 1938-1946
| 6 | 14 |

| 20 |

| 5 | 15 |

| 20 |

| 6 | 6 | 8 |

| 20 |